# Flygolyckan på Teneriffa
Flygolyckan på Teneriffa inträffade söndagen 27 mars 1977 då två Boeing 747 passagerarjetplan, KLM Flight 4805 och Pan Am Flight 1736, kolliderade på Los Rodeos Airport på den spanska ön Teneriffa. Med 583 dödsoffer som följd är olyckan den dödligaste i flyghistorien.
Ett terrordåd på Gran Canarias flygplats tidigare samma dag hade gjort att många flyg omdirigerats till Teneriffa, inklusive de två flygplan som kom att bli inblandade i olyckan. Los Rodeos blev snabbt överbelastad med parkerade flygplan som blockerade den enda framkörningsbanan och tvingade avgående flygplan att taxa fram till start på start- och landningsbanan istället. Tjocka dimmoln drev över flygfältet vilket minskade sikten kraftigt för både piloter och kontrolltornet. Flygplatsen, nu mest känd som Teneriffas norra flygplats, men som då var den enda på ön, ligger på 633 meters höjd vilket gör den mycket mer utsatt för dimmoln än de flygplatser som ligger nära havsnivån på Kanarieöarna.
Olyckan inträffade strax efter klockan 17 när KLM-planet i hög hastighet körde nerför startbanan för att lyfta medan Pan Am-flygplanet, höljt i dimmoln, fortfarande var kvar på banan och strax skulle svänga av på taxibanan. Kollisionen och det efterföljande eldhavet dödade alla ombord på KLM 4805 och de flesta av passagerarna i Pan Am 1736, med endast 61 överlevande i den främre delen av flygplanet.
Den efterföljande utredningen av spanska myndigheter drog slutsatsen att den primära orsaken till olyckan var KLM-kaptenens beslut att lyfta i den felaktiga tron att ett starttillstånd från flygtornet hade utfärdats. Nederländska utredare lade större vikt vid ett ömsesidigt missförstånd i radiokommunikation mellan KLM-besättningen och flygtornet, men till slut erkände KLM att deras besättning var ansvariga för olyckan och man gick med på att ekonomiskt kompensera anhöriga till alla offren.
Katastrofen fick ett bestående inflytande på branschen och lyfte särskilt fram den avgörande betydelsen av att använda standardiserade fraser i radiokommunikationen. Arbetsgången i cockpit sågs också över vilket bidrog till upprättandet av en rad nya procedurer, kallat Crew Resource Management (CRM) (innefattande interpersonell kommunikation, ledarskap och beslutsfattande i cockpiten), som skulle användas i miljöer där den mänskliga faktorn kan ha förödande effekter. Detta blev sedan en grundläggande del av flygbolagspiloternas utbildning.

## De två planen
Teneriffa var ett oplanerat stopp för båda Boeingplanens flygningar. Deras destination var egentligen Gran Canaria Airport vid Las Palmas på den närliggande ön Gran Canaria. Båda öarna är en del av Kanarieöarna, en autonom region tillhörande Spanien belägen i Atlanten utanför Marockos sydvästra kust.

### KLM 4805
KLM Flight 4805 var ett charterflyg för Holland International Travel Group och hade anlänt från Amsterdams flygplats Schiphol i Nederländerna. Dess cockpitbesättning bestod av kapten Jacob Veldhuyzen van Zanten (50 år), andrepilot Klaas Meurs (42) och flygtekniker Willem Schreuder (48). Vid tidpunkten för olyckan var van Zanten KLM:s chefsflyglärare och hans fotografi användes till och med för reklammaterial såsom tidningsannonser, inklusive tidningen ombord på KLM 4805. Han var en av bolagets mest erfarna piloter och ungefär två månader före olyckan hade han varit kontrollant under Boeing 747:s kvalifikationskontroll för planets andrepilot, Meurs. van Zanten hade sammanlagt 11 700 flygtimmar, varav 1 545 timmar på Boeing 747. Meurs hade 9 200 flygtimmar, varav 95 timmar på 747:an, Schreuder hade 17 031 flygtimmar, varav 543 timmar var på 747.
Flygplanet var en Boeing 747-206B med registreringen PH-BUF (leveransår 1971), benämnd "Rijn" (Rhen på svenska). KLM-planet hade för dagen 14 besättningsmedlemmar och 235 passagerare ombord, inklusive 52 barn. De flesta av passagerarna var nederländska men ombord fanns också fyra tyskar, två österrikare och två amerikaner. Efter att flygplanet landat på Teneriffa transporterades passagerarna till flygplatsterminalen. En av de inkommande passagerarna, som bodde på ön med sin pojkvän, valde att inte åter gå ombord vilket minskade antalet passagerare till 234.

### Pan Am 1736
Pan Am Flight 1736 hade lyft från Los Angeles international airport med en mellanlandning på John F. Kennedy International Airport i New York. Flygplanet var en Boeing 747-121 med registreringen N736PA (leveransår 1970), benämnd "Clipper Victor". Av de 380 passagerarna (de flesta i pensionärsåldern, men två var barn) hade 14 gått ombord i New York där man också bytte besättning. Den nya besättningen bestod av kapten Victor Grubbs (56 år), andrepilot Robert Bragg (39), flygtekniker George Warns (46) och 13 flygvärdinnor. Vid tidpunkten för olyckan hade Grubbs 21 043 timmars flygtid, varav 564 timmar var på Boeing 747. Bragg hade 10 800 flygtimmar, varav 2 796 timmar på 747:an, Warns hade 15 210 flygtimmar, varav 559 timmar på 747:an.
Just detta specifika plan hade flugit den första kommersiella flygningen för en Boeing 747, den 22 januari 1970. Den 2 augusti 1970, under sitt första tjänsteår, blev planet också den första 747:an att kapas. Detta på väg mellan JFK:s flygplats och Luis Muñoz Marín International Airport i San Juan, Puerto Rico då den tvingades att landa på José Martí International Airport i Havanna på Kuba.

## Olyckan

### Omdirigerade flygplan i trängsel
Både KLM- och Pan Am-planet hade haft rutinmässiga flygningar tills de närmade sig Kanarieöarna. Men klockan 13.15 exploderade en bomb i terminalen på Gran Canarias flygplats – utplacerad av separatiströrelsen Canary Islands Independence Movement – som skadade åtta personer. Ett telefonsamtal hade tidigare varnat för bomben, och i ett annat samtal mottaget kort därefter varnades det för en andra bomb. De civila luftfartsmyndigheterna stängde därpå flygplatsen, åtminstone tillfälligt, och alla inkommande flyg omdirigerades till Teneriffa och dess flygplats Los Rodeos – inklusive de två flygplan som kom att bli inblandade i den senare olyckan. Pan Am-besättningen angav att de skulle föredra att cirkla runt tills landningstillstånd gavs (de hade tillräckligt med bränsle för att säkert stanna i luften ytterligare två timmar), men de beordrades att ta sig till Teneriffa. KLM-planet hade landat på Los Rodeos kl 13.38, Pan Am kl 14.15 och de var snart i sällskap med andra skrymmande flygplan som gjorde att det totala antalet plan ganska snabbt blev elva stycken. KLM 4805 parkerade på den mindre parkeringsplattan som fanns i höjd med slutet på startbanan, bredvid en Boeing 737 från norska Braathens. På samma platta fick man efterhand parkera en Boeing 727 från Sterling Airlines och Douglas DC-8 från SATA Air Açores. Pan Am-planet skickades till sist också till denna platta och placerade sig precis bakom KLM.

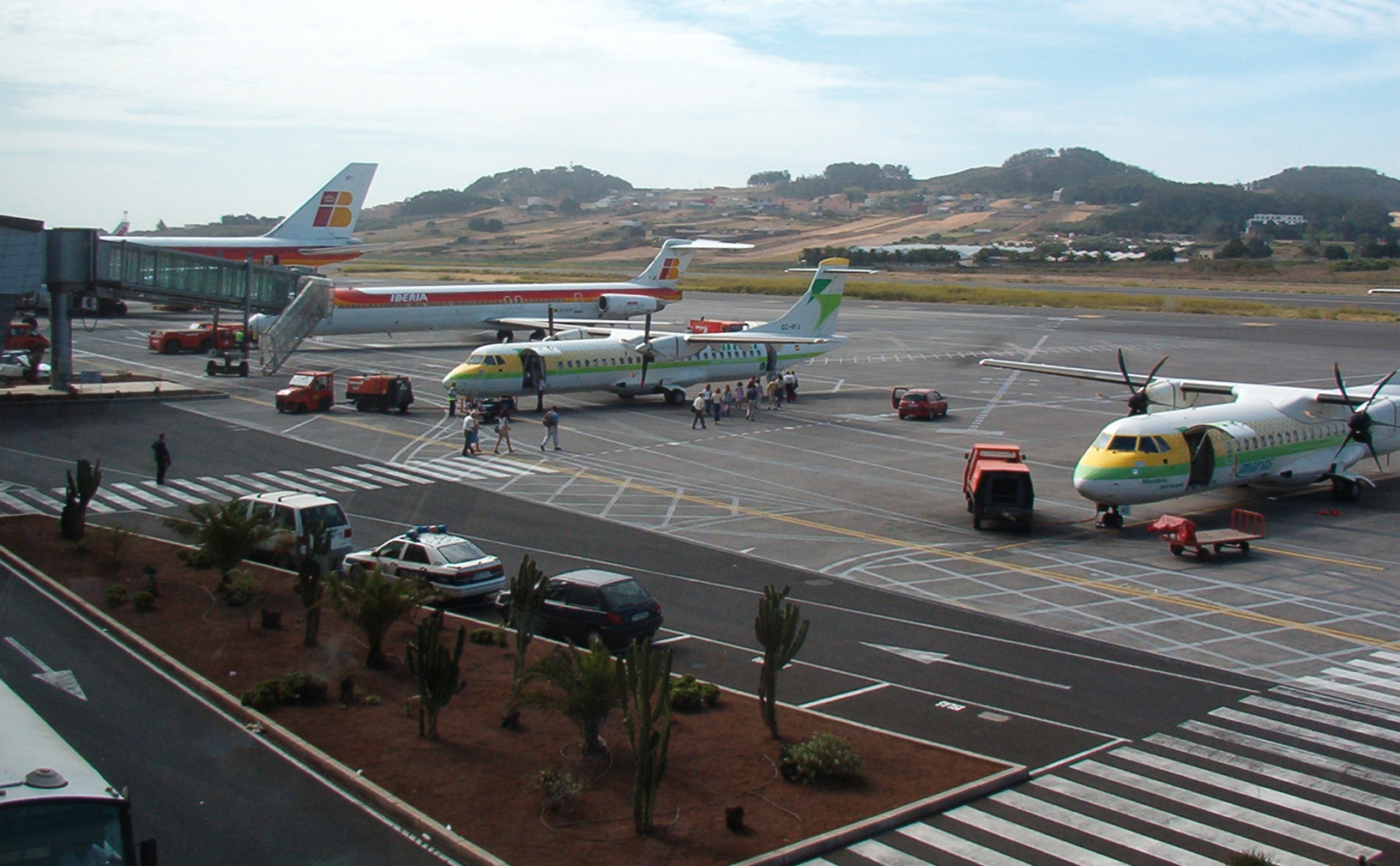
Flygplan uppställda på plattan framför Los Rodeos terminal (bild från senare tillfälle).

Los Rodeos var en regional flygplats som inte hade det helt lätt att ta emot all trafik, inkluderande fem större flygplan, som leddes om från Gran Canaria. Flygplatsen har en kombinerad start- och landningsbana och en taxibana (en smal bana där flygplanen i låg hastighet "taxar" (mark-kör) från eller till landningsbanan) som gick parallellt med varandra, med fyra korta taxiavfarter som förband de två i olika vinklar. I väntan på att Gran Canarias flygplats skulle öppna igen, tog de omdirigerade flygplanen dock så mycket plats att de var tvungna att parkera på en del av taxibanan, vilket gjorde åtminstone ena änden av den otillgänglig för taxning. Istället behövde avgående flygplan taxa på själva startbanan och i änden av den sedan göra en u-sväng för att positionera sig för start, en procedur kallad "backtaxi" eller "backtrack".
Victor Grubbs, kapten ombord på Pan Am-planet, beslutade att inte tillåta passagerarna att ta sig till terminalen, detta för att undvika ytterligare förseningar i samband med av- och ombordstigning. Han gav istället order om att öppna alla dörrar, för att förnya luften i kabinen, och att ta fram några stegar så att passagerarna så småningom kunde gå av planet för att sträcka på benen, dock kvar på parkeringsplattan. Efter cirka en timmes väntan erbjöds de resande även att få titta in i cockpit och hälsa på besättningen.

#### Tankning under tidspress
Ombord på KLM-planet fördes en diskussion om de strikta nederländska regler som begränsade övertid för flygbesättningar och man insåg att detta oplanerade stopp och resan tillbaka till Amsterdam skulle tänja på den gränsen. Böter, och i värre fall en tidsbegränsad återkallelse av flygcertifikatet – vilket skulle innebära att lönen blev lidande –, var en konsekvens som kapten van Zanten konstaterade på den senare avlyssnade inspelningen på flygplanets färdskrivare – "den svarta lådan". När minuterna gick, och flygplatsen i Las Palmas ännu inte hade öppnats, kontaktade han KLM:s högkvarter på telefon för att få en exakt beräkning av antalet tjänstgöringstimmar för att veta bryttiden för senaste start. Han fick då beskedet att tidsfristen för att lämna Las Palmas för Amsterdam var kl 18.30. Han fattade nu ett beslut som då verkade fullt logiskt men som senare visade sig vara katastrofalt, han ville använda väntan på ett konstruktivt sätt och bad nu kontrolltornet att skicka tankbilar för att fylla på planets bränsletankar. Samtidigt lät man passagerarna gå av planet för transport till terminalen under väntetiden.
Men just strax efter att KLM påbörjat sin tankning öppnades Gran Canarias flygplats igen, runt kl 15.00,  detta efter att det nya bombhotet hade undersökts och avfärdats. Pan Am-planet var redo för avgång men hindrades av det nederländska planet och ett tankningsfordon. Man kontaktade snart KLM-planet över radio för att få reda på hur lång tid tankningen skulle ta och fick svaret att den skulle slutföras inom 35 minuter. Pan Am:s kapten Grubbs och flygtekniker Warns gick då själva ut och besiktade möjligheterna att kunna passera KLM och ta sig till startbanan. Efter att ha stegat upp avståndet och tagit hjälp av två så kallade "wingwalkers" (arbetare som vid tillfällen då det behövs går vid ett flygplans vingspetsar under en markkörning för att hjälpa piloten runt möjliga hinder) kunde de bara konstatera att säkerhetsmarginalen var för liten (3–4 meter) mellan de två planen för att göra en enkel passering. I motsats till vad de nederländska piloterna hävdat fortsatte dock tankningen i över en timme och avslutades först kl 16.26 och efter att bränslebilarna lämnat parkeringsplattan återkallades de KLM-passagerare som tagit sig till terminalen. Sökandet efter en försvunnen holländsk familj på fyra personer försenade dock flygningarna ytterligare. Robina van Lanschot, en reseguide, valde att inte gå tillbaka ombord på KLM för dess avresa till Las Palmas då hon bodde på Teneriffa och tyckte att det var opraktiskt att flyga till Gran Canaria för att sedan återvända tillbaka nästa dag. Hon kom därför att bli den enda överlevande av de som varit med på resan från Amsterdam till Teneriffa på Flight 4805.

### Taxande och startförberedelser
| Kontrolltornet och dess flygledare |
| --- |
| Vid tidpunkten fanns två flygledare, en markflygledare och en inflygningskontrollant, samlokaliserade i kontrolltornet på Los Rodeos. Detta var inget konstigt utan snarare standard för en flygplats av denna storlek. En tredje flygledare var då och då närvarande för att avlasta och utföra diverse ärenden. Arbetsbelastningen på Los Rodeos just denna dag var av förklarliga skäl ovanligt tung. Tornkontrollantens position var dock inte bemannad på grund av personalbrist men denna frekvens användes ibland under dagen ändå av både inflygningskontrollanten och markflygledaren – utöver deras egna skilda frekvenser. Arbetsfördelningen för dagen blev, förmodligen på grund av arbetsbördan, fördelad på ett splittrande sätt. Till exempel hade inflygningskontrollanten guidat KLM-planet ut på startbanan medan markflygledaren några minuter senare kom att instruera Pan Am ut på densamma; detta på olika frekvenser. Normalt ska en inflygningskontrollant sköta all kommunikation med plan som är i färd med att starta och/eller landa och ge tillstånd för det, medan en markflygledare tar hand om och guidar flygplanens rörelser på marken. Denna dag sköttes kontakten med KLM-planet av inflygningskontrollanten, medan samtalet med Pan Am-jetplanet i huvudsak fördes av markflygledaren – all kommunikation utförd på en enda radiofrekvens (förutom vid taxningen initialt). Varje gång två enheter pratade samtidigt genererades det störningar vilket kom att göra instruktionerna än mer förvirrande. |

Täta dimmoln, inkommande från de intilliggande bergen, drev nu in på flygplatsen belägen på 633 meter över havet. Detta var ett vanligt fenomen och var en av orsakerna till att en ny flygplats i den södra delen av Teneriffa hade börjar byggas och nu nästan var färdigställd. Klockan var någon minut innan kl 17 då kontrolltornet instruerade KLM-planet att taxa ner längs hela banan (efter att ursprungligen ha menat att planet skulle svänga av från startbanan in på den tredje mindre taxivägen, C-3, för att komma från rätt håll till startbanan) och sedan göra en 180° sväng för att komma till startposition. Medan KLM "backtaxade" på startbanan bad flygledaren besättningen att rapportera när de var redo att återuppläsa det klartecken från kontrolltornet (så kallat "ATC Clearance", (=Air Traffic Control Clearance)) som var tvunget att bekräftas innan planet kunde få tillstånd att lyfta. Då besättningen vid tillfället gick igenom sin egen checklista inför start sköts bekräftelsen av godkännandet upp tills flygplanet var i startposition.
Pan Am-planet instruerades att följa den väg KLM tagit på startbanan, initialt, för att sedan lämna den genom att ta den tredje avfarten, C-3, till vänster och sedan använda den parallella taxibanan för att nå startposition. Den starka spanska accenten på markflygledarens engelska uttal och störningarna på radion hade dock gjort det svårt för besättningen att höra skillnad på första ("first") och den tredje ("third"). Denna förvirring klarades inte upp förrän de bad om ett förtydligande varpå inflygningskontrollanten tog över kommunikationen och eftertryckligt svarade: "Den tredje, sir; en, två, tre; tredje, den tredje." Besättningen fortsatte att taxa sig fram på startbanan och försökte i den täta dimman att med hjälp av en flygplatskarta identifiera de omärkta taxivägarna när de kom i höjd med dem.
Besättningen identifierade framgångsrikt de två första taxivägarna (C-1 och C-2), men deras diskussion i cockpit (som spelades in på färdskrivaren) visade att de inte hade sett den tredje taxivägen (C-3) som de hade blivit instruerade att använda. Det fanns inga markeringar eller skyltar för att identifiera startbanans avfarter och de befann sig i förhållanden med knapphändig sikt. Kanske var det också lätt att tro att avfart C-3 inte var den som kontrolltornet åsyftat då den låg i en snäv och snudd på omöjlig vinkel att ta in på för ett plan av Pan Am:s storlek och i den riktning det färdades. Den smala taxiavfarten var avgjort mer passande för ett plan som färdades i motsatt riktning. Pan Am-besättningen verkade överhuvudtaget vara osäker på sin position på banan ända fram till kollisionstillfället som kom att inträffa nära korsningen med den fjärde taxiavfarten (C-4).
Vinkeln på den tredje taxiavfarten skulle ha krävt att planet utfört en 148° sväng, vilken hade tagit dem tillbaka mot den fortfarande fullbesatta parkeringsplattan. I slutet av C-3 hade Pan Am behövt svänga ytterligare 148° för att kunna fortsätta taxa mot startbanan, liknande en spegelvänd bokstav "Z". Den därpå följande taxiavfart C-4 skulle dock enbart ha krävt två 35° svängar. En studie som genomfördes av Air Line Pilots Association (ALPA) efter olyckan drog slutsatsen att det skulle ha varit "en praktisk omöjlighet att göra den andra 148° svängen i slutet av taxiväg C-3". Dock menade den senare holländska utredningen att denna manöver hade varit "rimligen genomförbar". Den officiella rapporten från de spanska myndigheterna förklarade att flygledaren instruerat Pan Am-flygplanet att använda den tredje taxiavfarten eftersom detta var den tidigaste avfarten att ta för att nå den fria delen av taxibanan. Detta då det fortfarande befann sig flera flygplan i kö på taxibanan ovanför avfarterna C-1 och C-2.

### Väderförhållanden vid Los Rodeos
Los Rodeos flygplats ligger på 633 meter över havet, vilket ger upphov till ett väder som skiljer sig från det på många andra flygplatser. Moln på 600 m över marknivån vid den närliggande kusten finns på marknivå vid Los Rodeos. Drivande moln av olika täthet orsakar väldigt varierande sikt, från obehindrat i ett ögonblick till under minimivärden nästa. Kollisionen mellan de två Boeingplanen kom att äga rum i ett moln med hög densitet.
Pan Am-besättningen befann sig i dålig och snabbt försämrad sikt nästan så fort de kom in på banan. Enligt ALPA-rapporten var sikten cirka 500 m när Pan Am taxade till banan, men strax efter att de svängde in på banan minskade den till mindre än 100 m.
Samtidigt hade KLM-planet fortfarande relativt god sikt, men med moln som blåste nerför banan mot dem. Flygplanet avslutade sin 180-graderssväng i relativt klart väder och ställde upp på bana 30 (kallad bana 30 från ena hållet, bana 12 från det andra. Dock var det den enda banan som fanns). Nästa moln var 900 m nerför banan och rörde sig mot flygplanet i cirka 12 knop (22 km/h).

### Missförstånd i radiokommunikationen

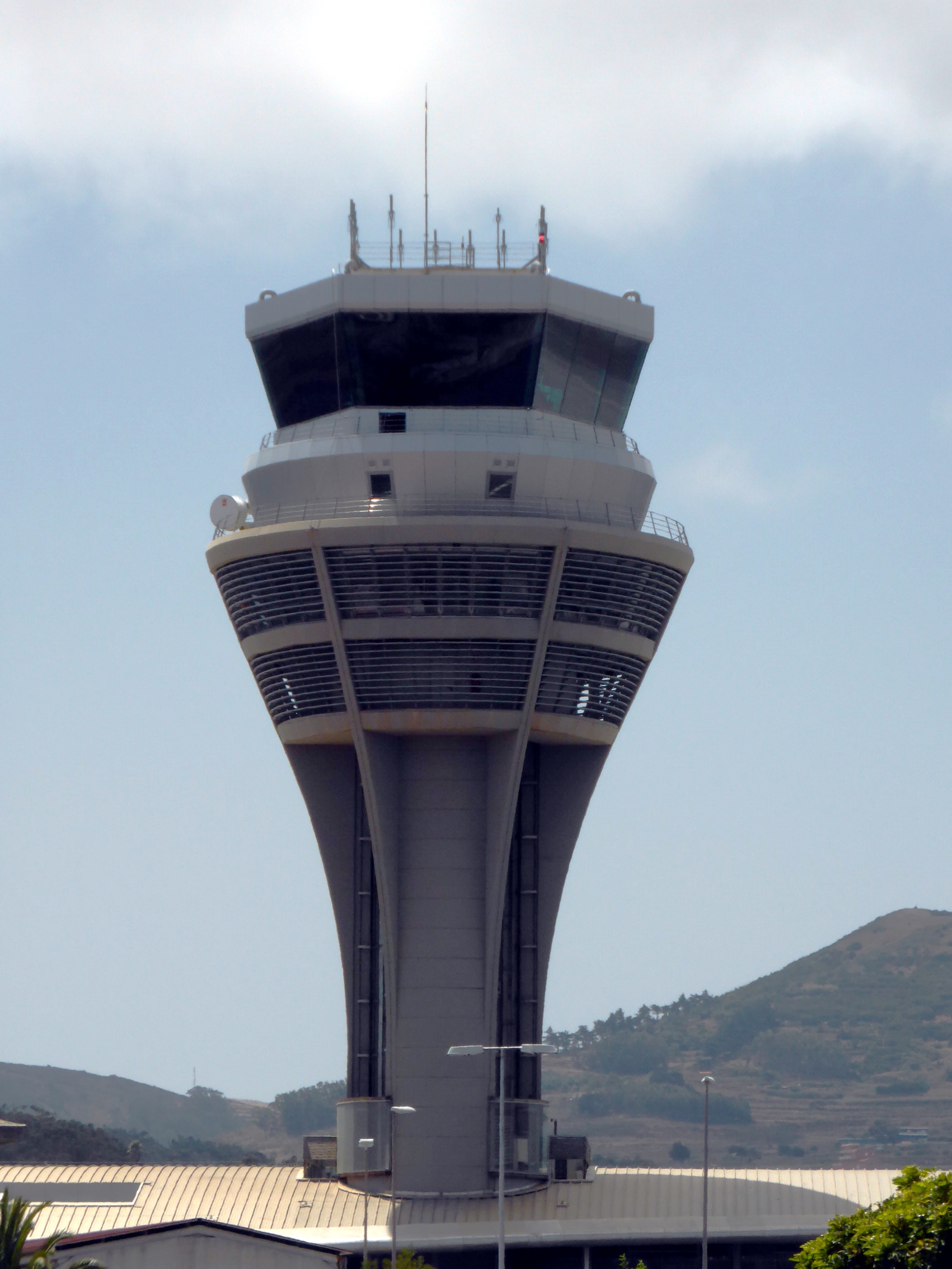
Flygtornet på Los Rodeos

Omedelbart efter att KLM-planet nått fram till början på startbanan och vänt om 180 grader drog kapten van Zanten gasreglaget uppåt och flygplanet började röra sig något framåt. Detta var en standardprocedur som skulle utföras före start, kallad "spin-up", då piloten kontrollerar att samtliga motorer reagerar samtidigt. Andrepilot Meurs missförstod möjligen det hela och meddelade sin kapten att ATC Clearance (klartecken från Air Traffic Control att lyfta) ännu inte hade getts, varvid van Zanten svarade: "Nej, jag vet det, fråga om det." Meurs meddelade då tornet via radio att de var "redo för start" och att de väntade på klartecken för "takeoff" (att lyfta). KLM-besättningen fick instruktioner som specificerade den rutt som flygplanet skulle följa efter start. I instruktionerna fanns ordet "takeoff", men innehöll inte ett uttryckligt uttalande om att planet hade godkänts för att lyfta.
Meurs återuppläste (enligt vad som brukligt var) flyginstruktionerna tillbaka till flygledaren och avslutade allt med uttalandet: "...och vi är nu vid takeoff." Kapten van Zanten avbröt andrepilotens återläsning med kommentaren "We gaan" (holländska, på svenska: "Vi åker").
Flygledaren, som inte kunde se banan på grund av dimman, svarade först med ett "Okej" (terminologi som inte är standard), vilket förstärkte KLM-kaptenens känsla att de hade starttillstånd. Uttrycket "Okej" på andrepilotens uttalande att de var "nu vid takeoff" (inte heller det standardiserat), berodde troligen på att tornet tolkade det hela som att KLM var "i position för att starta takeoff"; dvs redo att påbörja rullningen av planet när ett starttillstånd gavs, men inte i processen att lyfta. Flygledaren lade efter sitt "Okej" genast till "invänta takeoff ... Jag kommer att anropa er", vilket tydligt indikerar att instruktionen inte skulle tolkas som ett starttillstånd.

Ett radioanrop från Pan Am-besättningen – "Vi taxar fortfarande nerför banan, Clipper 1736!" – samtidigt som flygledaren yttrade orden till KLM om att "invänta takeoff" orsakade dock en störning på radiofrekvensen, vilket i KLM-cockpiten endast hördes som ett nära fyra sekunder långt, gällt ljud. Detta fick KLM-besättningen att missa den avgörande senare delen av tornets svar och även Pan Am:s information om taxningen nerför banan var ohörbart. Båda meddelandena, om de hörts i KLM:s cockpit, hade rimligen uppmärksammat besättningen på situationen och gett dem tid att avbryta startförsöket.

Karta över flygplatsen och planens rutter inom den. Den röda stjärnan indikerar kollisionsplatsen.

På grund av dimman kunde ingen av besättningarna se det andra planet på banan framför sig. Dessutom kunde inget av flygplanen ses från kontrolltornet, och flygplatsen var heller inte utrustad med markradar.
Efter att KLM-planet hade inlett takeoff instruerade tornet Pan Am att "rapportera när startbanan är fri" varvid Pan Am-besättningen svarade att "Ok, kommer att rapportera när vi är klara". Dessa ord hördes även i KLM:s cockpit varpå dess flygtekniker då uttryckte sin oro över att Pan Am faktiskt kanske inte var borta från banan och frågade då, två gånger, piloterna i sin egen cockpit: "Är han inte av än, Pan Americanen?". Kapten van Zanten svarade till sist – upptagen som han var med att framföra jumbojeten i dimman – med eftertryck: "Jodå...", och fortsatte med ökande hastighet nerför startbanan.

### Kollisionen
Enligt planets röstregistrator (CVR) uttryckte Pan Am:s kapten Victor Grubbs "Där är han...", när han upptäckte KLM:s landningsljus genom dimman samtidigt som hans eget plan närmade sig taxiavfart C-4. När det någon sekund senare gick upp för honom att KLM-planet närmade sig i starthastighet – och inte stod stilla – utbrast han: "Gud förbannat, den där jäveln kommer hitåt!", medan andrepilot Robert Bragg skrek: "Kör av! Kör av! Kör av!". Kapten Grubbs förde gasreglaget i botten och gjorde samtidigt en skarp vänstersväng mot gräset till vänster i ett försök att undvika den förestående kollisionen. När kapten van Zanten ombord på KLM upptäckte siluetten av Pan Am-planet hade han redan för hög hastighet för att kunna stanna. I desperation roterade han flygplanet (vinklade roder för att få upp planets nos) i förtid och försökte undvika en sammanstötning genom att lyfta vilket gjorde att planets stjärt slog i startbanan och orsakade en 22 m lång repa i asfalten.

Animering av kollisionen

KLM 747 var nu inom 100 m från Pan Am och rörde sig i ungefär 140 knop (260 km/h) när det lämnade marken. Dess noslandningsställ tog sig över det amerikanska planet, men de vänstra motorerna, nedre flygkropp och huvudlandningsstället träffade den övre högra sidan av Pan Am:s flygkropp och slet isär mitten av jetplanet nära nog rakt ovanför vingen. Motorerna på höger sida kraschade genom Pan Am:s övre däck just bakom cockpit.
KLM-planet förblev en kort stund i luften men kollisionen hade klippt av den yttre vänstra motorn och orsakat att betydande mängder sönderrivet material förts in i den inre vänstra motorn och skadat vingarna. Planet gick omedelbart in i ett stall (överstegring), rullade kraftigt och träffade marken cirka 150 m efter kollisionsplatsen och gled nerför banan i ytterligare 300 m. Den fulla lasten av bränsle antändes omedelbart och blev till ett eldklot som snabbt dödade alla ombordvarande och satte planet i en brand som inte kunde dämpas förrän efter flera timmar. En av de 61 överlevande från Pan Am-flyget insåg att hans plats nära cockpit på planet förmodligen hade räddat hans liv: "Vi satt alla tillbakalutade, och i nästa stund ägde en explosion rum och hela babordssidan, vänster sida av planet, bara revs upp på vid gavel."

### Räddningsinsatser
Vid tidpunkten för kollisionen hade sikten på banan sjunkit till mindre än 100 meter; operatörerna i kontrolltornet hörde bara explosionerna utan att kunna gissa orsaken eller lokalisera deras ursprung.

Inom ett ögonblick anropade ett flygplan från Sterling Airlines, som väntade på att landa, flygledaren i tornet och varnade för förekomsten av något glödande eller eld på banan. Vid denna tidpunkt gavs larmet till brandkåren på Los Rodeos, bestående av sex brandmän, som begav sig ut med sina brandfordon. Nedsaktade och desorienterade av dimman och av närvaron av de många andra plan som stod parkerade på diverse ställen tog det några minuter innan brandmännen fick se skenet från KLM som stod i lågor. Branden verkade vara av enorma proportioner, så mycket att endast planets stjärtroder syntes i lågorna.

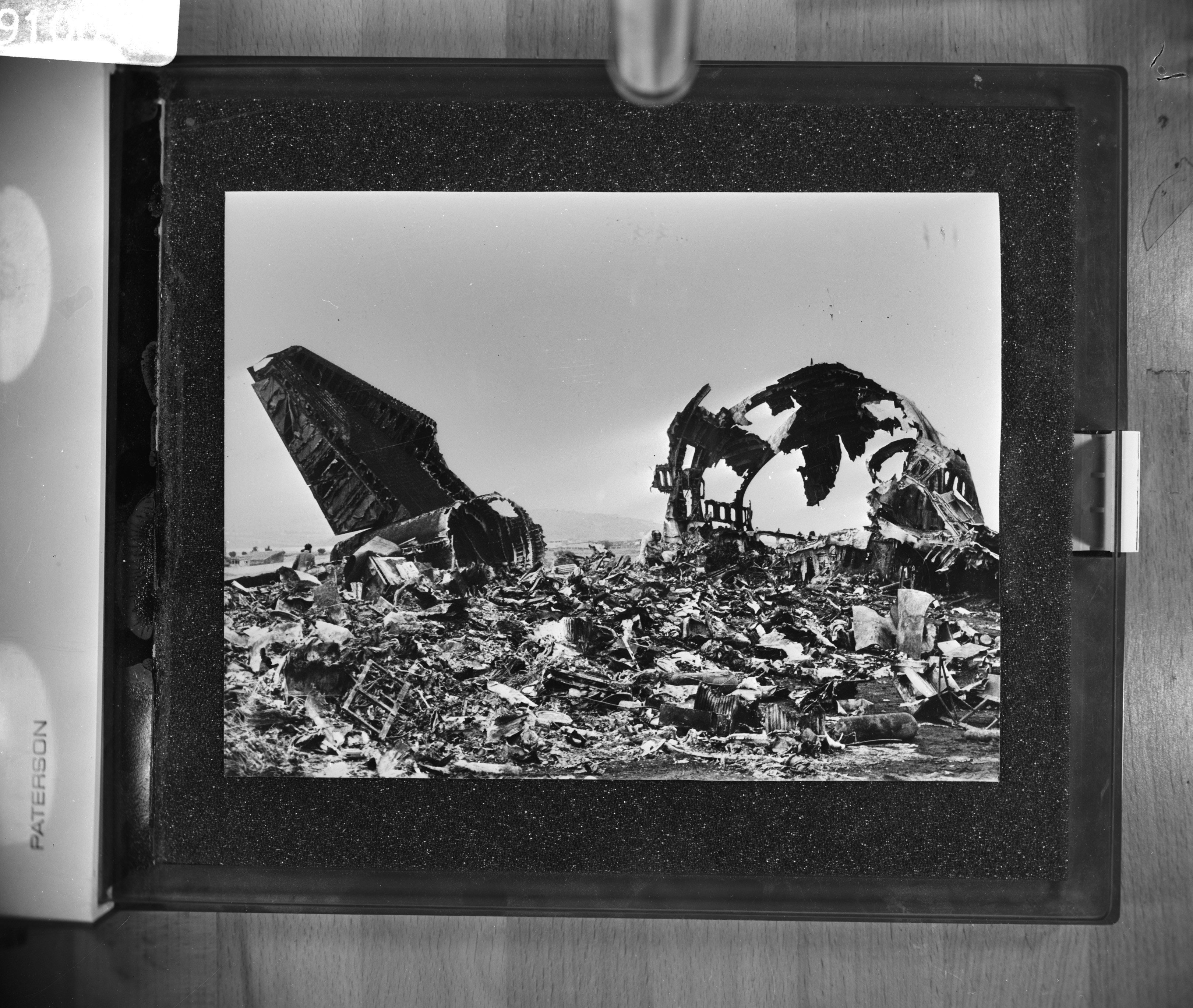
Stjärtvingen och andra utbrända delar av KLM 4805

Efter att under 20 minuter förgäves ha försökt att stävja branden märkte brandmännen att andra lågor slog upp några hundra meter bort (härrörande vraket av Pan Am). I tron att branden endast involverade ett plan uppdelat i två delar och avskräckta av storleken på den brand de dittills bekämpat utan framgång, flyttade räddningsmännen tankbilarna till det amerikanska planet. Vid tidpunkten var det dock ingen som kunde gissa de exakta proportionerna av katastrofen och antalet inblandade plan.
Bränderna var helt släckta först när förstärkningar anlände följande morgon. 

### Offer och överlevande
Båda flygplanen förstördes helt i kollisionen. Alla 248 passagerare och besättning ombord på KLM-planet omkom, liksom 335 av passagerare och besättning ombord på Pan Am-planet; främst på grund av branden och explosionerna till följd av det bränsle som spilldes och antändes i sammanstötningen. Sammanlagt överlevde 61 personer ombord på Pan Am-flygplanet inklusive de tre i cockpit (kapten Grubbs, andrepilot Bragg och flygtekniker Warns) och fyra flygvärdinnor. De flesta av de överlevande på Pan Am tog sig ut på den intakta vänstra vingen, sidan bort från kollisionen, genom hål i flygkroppen.
Pan Ams motorer var fortfarande igång i några minuter efter olyckan trots andrepilot Braggs försök att stänga av dem. Den övre delen av cockpit, där motoromkopplarna var placerade, hade förstörts i kollisionen och alla ledningar skurits av vilket gjorde att besättningen inte kunde kontrollera flygplanets system. Överlevande väntade på räddning, men den kom inte snabbt då brandmännen till en början var omedvetna om att det var två flygplan inblandade och koncentrerade sig på KLM-vraket hundratals meter bort i den tjocka dimman och röken. 
Så småningom hoppade de flesta av de överlevande som befann sig på vingen till marken nedanför – trots att avståndet dit ner var 6–7 meter och landningen skedde på asfalt. Vissa av de passagerare som fortfarande var vid liv ombord tvekade att hoppa, trots att de uppmanades till detta av bland andra andrepilot Bragg och en flygvärdinna. Andra satt lamslagna kvar i sina säten, trots att det brann runt omkring dem och små explosioner och nya bränder uppkom vartefter. Samtidigt satt andra överlevande instängda i en del av planet och slog på rutorna i desperation över att inte kunna ta sig ut. Minuterna senare exploderade Pan Am:s bränsletankar och omöjliggjorde fler räddningsingripanden i och kring planet.
Efter att ha hittat de mänskliga kvarlevorna arbetade en grupp spanska, holländska och amerikanska patologer i veckor med att försöka identifiera offren. Arbetet visade sig vara mycket komplext och ofta nästan omöjligt då vissa offer beroende på den intensiva branden hade reducerats till en form som gjorde dem oidentifierbara.
Initialt fanns 71 överlevande från olyckan. 10 av dessa dog senare av sina skador.
KLM försökte efter olyckan att kontakta kapten Jacob van Zanten för att be honom att hjälpa till med utredningen av den, ovetande om att han hade dödats i densamma.

## Haveriutredningen

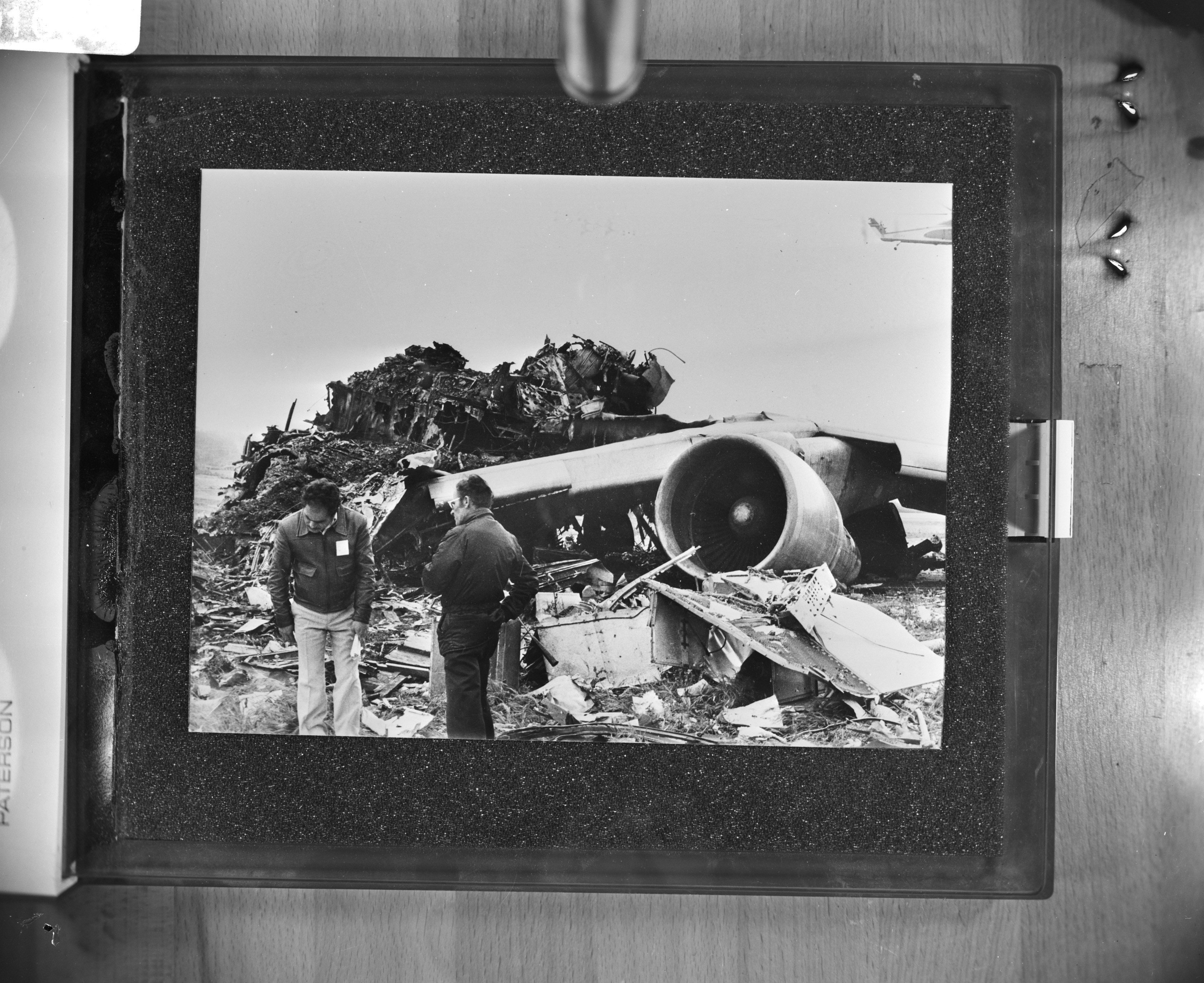
Utbrända delar från ett av planen efter kraschen

### Den officiella utredningen
Olyckan utreddes av Spaniens Comisión de Investigación de Accidentes e Incidentes de Aviación Civil (CIAIAC). Omkring 70 personer var inblandade i utredningen, inklusive representanter från USA, Nederländerna och de två flygbolagen. Fakta visade att det före olyckan förekommit en rad feltolkningar och felaktiga antaganden. Analys av CVR-utskriften (röster på färdskrivaren, Cockpit Voice Recorder, som tolkats och skrivits ned) visade att KLM-planets kapten, Jacob van Zanten, trodde att han hade godkänts för start, medan kontrolltornet på Teneriffa trodde att KLM 747 stod stilla i slutet av banan och väntade på starttillstånd. Det framstod också som att KLM:s flygtekniker inte var lika säker som kaptenen på att starttillstånd getts.

#### Troliga orsaker
Utredningen kom fram till att den grundläggande orsaken till olyckan var att kapten van Zanten på KLM Flight 4805 försökte lyfta utan tillstånd. Utredarna föreslog att orsaken till detta var en stark önskan att lämna Los Rodeos så snart som möjligt för att inte bryta mot KLM:s tjänstgöringsregler (som trätt i kraft tidigare samma år) gällande maxtid under ett arbetspass. Ett brott mot detta kunde innebära böter och i värsta fall indraget flygcertifikat. Man ville dessutom lämna Teneriffa innan vädret försämrades ytterligare.
Andra viktiga faktorer som bidrog till olyckan var:
- De speciella väderförhållandena på Los Rodeos med den plötsliga dimman, eller rättare sagt: "lågt liggande moln", som begränsade sikten kraftigt. Kontrolltornet kunde inte se något av planen och besättningarna på båda planen kunde inte heller se varandra.
- Två kritiska radiomeddelanden: 1) Pan Am:s "vi taxar fortfarande nerför startbanan" och 2) tornets "avvakta take-off... jag kommer att anropa er" sändes samtidigt, på samma frekvens, med resultatet att en pipande ton störde vad som sades och i KLM:s cockpit var det mycket svårt att höra något av meddelandena.[45]

Följande faktorer ansågs bidra men inte kritiska:
- Användning av tvetydiga icke-standardiserade fraser av KLM:s andrepilot ("We're at take off"; svenska "Vi är vid take-off") och kontrolltornet ("Okey"; "Okej").

- Pan Am-flygplanet hade inte lämnat banan vid den tredje korsningen.

- Flygplatsen var för dagen onormalt mycket belastad, vilket resulterade att kontrolltornet fick guida taxningar och – även om det var okej enligt rådande flyglagar – lät planen använda start- och landningsbanan för taxning som potentiellt sett kan vara farligt.[45]

Även om de bidrog till olyckan ansågs följande faktorer inte vara direkt orsak till den:
- Terrordådet på Las Palmas, KLM:s tankning, KLM:s försök att lyfta utan full kraft, etc.[45]

### Det nederländska svaret

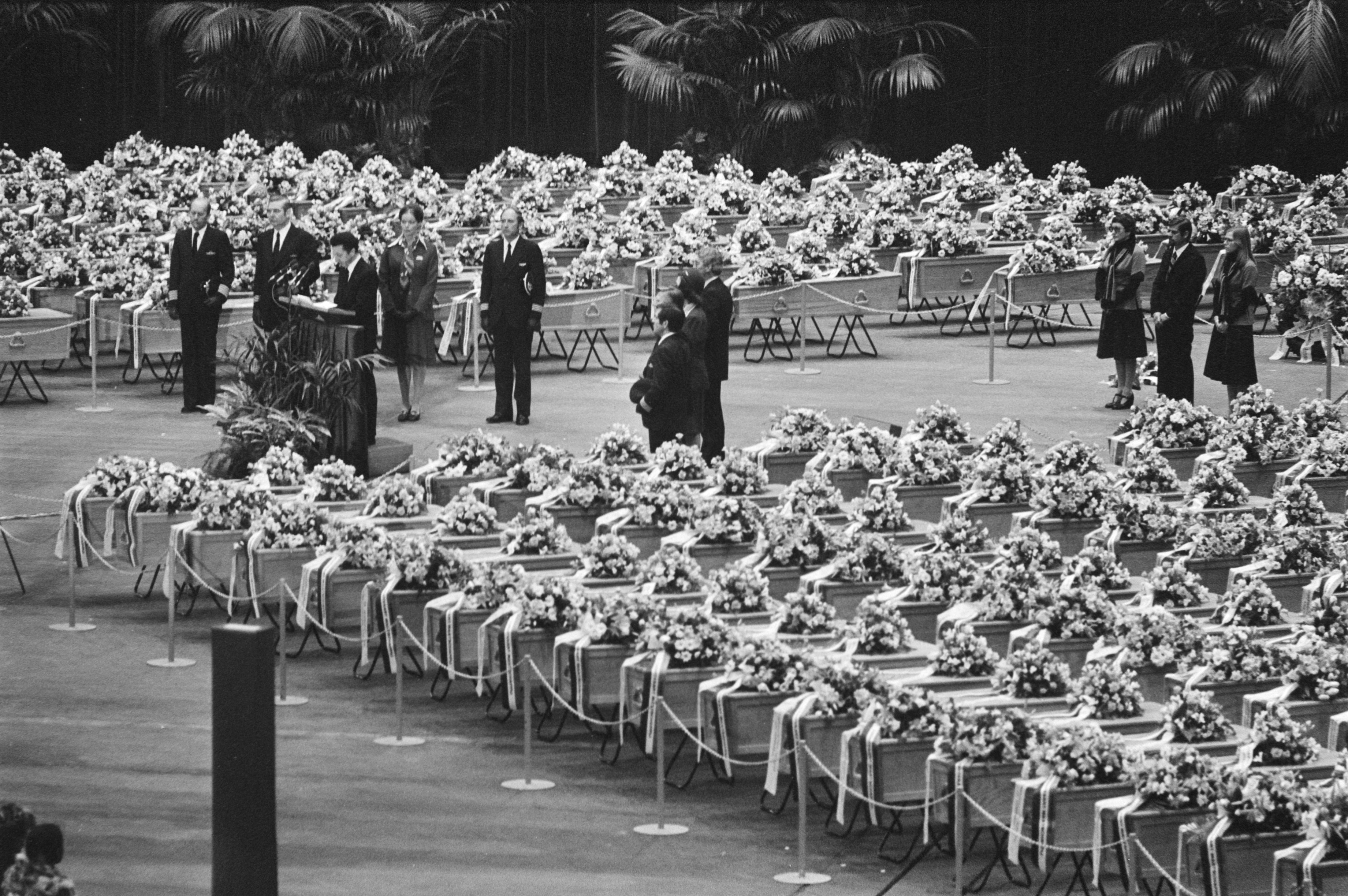
Tal av KLM:s ordförande Sergio Orlandini på begravningen för offren från Flight 4805

De nederländska myndigheterna var ovilliga att acceptera den spanska rapporten som anklagade KLM:s kapten för olyckan. Landets luftfartsdepartement höll med om att KLM-kaptenen hade lyft "för tidigt", men menade att han inte ensam borde skyllas för det "ömsesidiga missförstånd" som inträffat mellan flygledaren och KLM-besättningen, och att begränsningar av att använda radio som kommunikationsmedel borde ha tagits större hänsyn till.
Det nederländska svaret påpekade särskilt att:
- Den fullsatta flygplatsen hade lagt ytterligare press på alla parter, inklusive KLM:s cockpitbesättning, Pan Am:s cockpitbesättning och flygledaren.

- Ljud på CVR (Cockpits färdskrivare) antydde att det spanska kontrolltornets personal under olyckan hade lyssnat på en fotbollsmatch på radion och kan ha blivit distraherade.[46]
- Meddelandet från tornet där flygledaren gav KLM  ATC-tillstånd var tvetydig och kunde ha tolkats som att det också gavs starttillstånd. Till stöd för denna del av sitt svar påpekade de holländska utredarna att Pan Am:s meddelanden "Nej, eh.." och "Vi taxar fortfarande nerför banan, Clipper 1736" indikerade att kapten Grubbs och andrepilot Bragg hade insett tvetydigheten.
- Pan Am hade taxat förbi den tredje avfarten. Hade planet svängt av vid den tredje avfarten, enligt instruktionerna, skulle kollisionen inte ha inträffat.[4][47]

Även om de holländska myndigheterna till en början var ovilliga att lägga skulden på kapten van Zanten och hans besättning, tog flygbolaget KLM till slut ansvaret för olyckan och man betalade offrens familjer ersättningar på mellan 58 000 och 600 000 US Dollar. Summan av uppgörelser för egendom och skadestånd landade på $110 miljoner, i genomsnitt $189.000 per offer; detta på grund av begränsningar som infördes av europeiska skadeståndskonventioner som gällde vid tiden.

## Förändringar till följd av olyckan

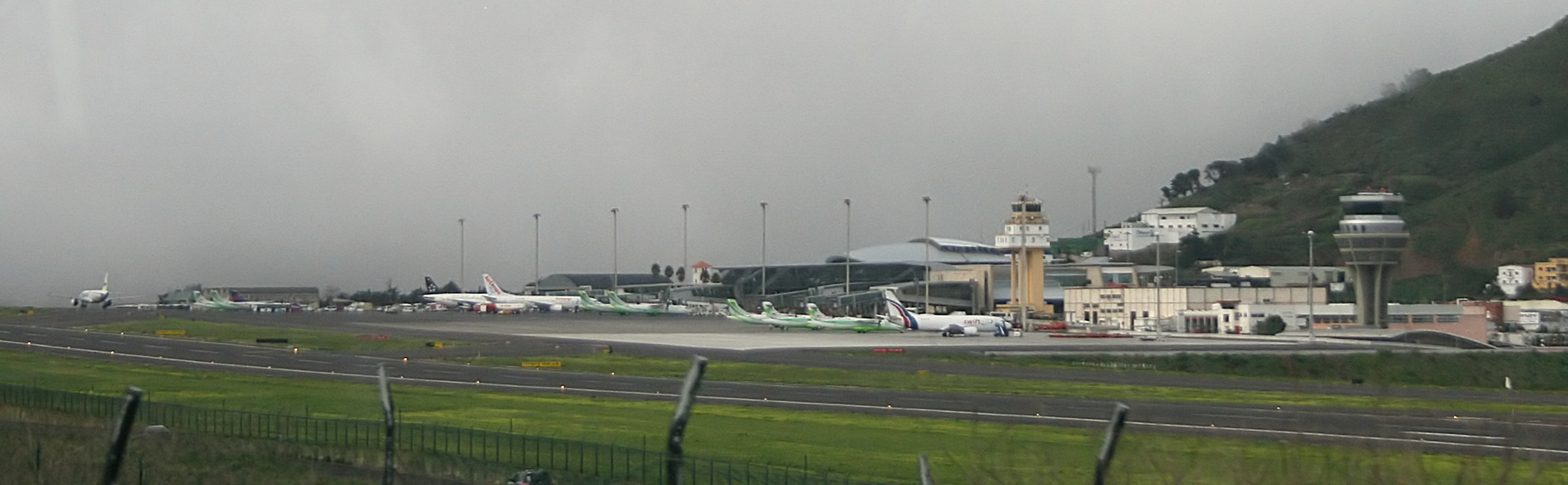
Los Rodeos döptes om till "Teneriffas norra flygplats" och fick en markradar installerad till följd av olyckan.

Som en konsekvens av olyckan gjordes genomgripande förändringar i internationella flygbolagsbestämmelser men också inne i flygplanen. Luftfartsmyndigheter runt om i världen införde krav på standardfraser och en större betoning på engelska som ett gemensamt arbetsspråk.
Flygtrafikinstruktioner skulle inte längre bekräftas enbart med en vardagsfras som "OK" eller till och med "Roger" ("uppfattat"; egentligen endast betydande att den senaste sändningen tagits emot), utan med en återläsning av de viktigaste delarna av instruktionen för att visa på ömsesidig förståelse. Ordet "start" får bara läsas upp när det faktiska starttillståndet ges, eller när man annullerar samma tillstånd (dvs "godkänd för start" eller "avbryt starttillstånd"). Fram till den tidpunkten bör flygbesättning och flygledare använda ordet "avgång" i dess ställe (t.ex. "redo för avgång"). Dessutom måste ett ATC-tillstånd som ges till ett flygplan som redan är uppställt på banan förses med instruktionen "håll position".
Även rutinerna i cockpit ändrades efter olyckan. Hierarkiska relationer mellan besättningsmedlemmarna tonades ner och större vikt lades på beslutsfattande som ett lag genom ömsesidig överenskommelse. Mindre erfarna besättningsmedlemmar uppmuntrades att utmana sina kaptener när de trodde att något var felaktigt, och kaptenerna instruerades att lyssna på sin besättning och utvärdera alla beslut i ljuset av besättningens oro. Detta handlingssätt utökades senare till det som idag kallas Crew resource management (CRM), som fastslår att alla piloter, oavsett hur erfarna de är, får säga emot varandra. Detta var ett problem i kraschen när flygteknikern ombord på KLM frågade om Pan Am-planet kanske inte var av banan, men van Zanten (kapten på KLM, med över 11 000 flygtimmar) menade att det självklart hade lämnat startbanan, varpå flygteknikern blev tyst. CRM-utbildning är sedan 2006 obligatoriskt för alla flygbolagspiloter.
1978 öppnades en andra flygplats på ön Teneriffa – Teneriffas södra flygplats – som nu betjänar majoriteten av internationella turistflyg. Los Rodeos, omdöpt till Teneriffas norra flygplats, användes sedan dess endast för inrikesflyg och flygningar mellan öarna fram till 2002, då en ny terminal öppnades och man började hantera internationell trafik igen.
Den spanska regeringen installerade ett markradarsystem på Los Rodeos efter olyckan.

## Radiokommunikationen innan olyckan
Nedan är en svensk översättning (med kommunikationen på originalspråket inom [klamrar]) av den transkriberade kommunikationen mellan kontrolltornet och de båda flygplanen, samt av intern kommunikation inne i de båda planens cockpits. Materialet är hämtat från de så kallade "svarta lådorna" i de båda flygplanen och från kontrolltornet.
KT = Kontrolltornet på Los Rodeos flygplats
PA kapten = Victor Grubbs, Pan Am:s kapten
PA andrepilot = Robert Bragg, Pan Am:s andrepilot
PA flygtekniker = George Warns, Pan Am:s flygtekniker

KLM kapten = Jacob Veldhuyzen van Zanten, KLM:s kapten
KLM andrepilot = Klaas Meurs, KLM:s andrepilot
KLM flygtekniker = Willem Schreuder, KLM:s flygtekniker
KLM ? = Oidentifierad person

Kommunikation mellan någondera av planens besättning och kontrolltornet anges i normal stil
Intern kommunikation i cockpit anges i kursiv stil
Anmärkning och/eller förklaring anges i (fet stil inom parentes)
Skeenden utan kommunikation och eventuell återgivning på originalspråket anges inom [klammer]

(Kommunikationen mellan kontrolltornet och de båda planen har pågått av och till sedan respektive plans inflygning och landning under eftermiddagen. KLM-planet har taxat hela startbanan bort medan Pan Am-planet har börjat sin taxning på samma startbana och letar sig framåt i dimman efter taxiavfart C-3 för att svänga av där. De verkar dock redan ha missat den avfarten när nu KLM just har gjort en 180-graders sväng i änden på startbanan och ställt upp för start.)

Klockan 1705:41 ca
[Kapten van Zanten på KLM-planet höjer och sänker sedan långsamt gasreglaget (en standardprocedur som ska utföras före start som kallas "spin-up" för att säkerställa att alla motorer reagerar samtidigt). Andrepiloten Klaas Meurs tror dock möjligen att hans överordnade redan påbörjar start och reagerar.]
1705:41.5
 KLM andrepilot: Vänta lite nu, vi har ingen ATC clearance. (Dvs "inte klartecken från ATC". ATC betydande "Air Trafic Control", översatt till "kontrolltornet") [Wacht even, we hebben geen ATC-klaring.]
 KLM kapten: Nej, det vet jag, fråga bara. [Nee, dat weet ik, vraag maar.]
1705:44.6
 () KLM andrepilot: Eh, KLM ... fyra åtta noll fem är nu redo för take-off ... eh och vi väntar på vår ATC clearance. [Uh, the KLM ... four eight zero five is now ready for takeoff ... uh and we're waiting for our ATC clearance.]
 () KT:  KLM åtta sju * noll fem (tornet anger fel siffror på KLM-planet) eh, ni har klartecken för Papa Beacon, stig till och behåll flygnivå nio-noll (9000 feet)... högersväng efter take-off, fortsätt med riktning noll-fyra-noll tills ni tar in tre-två-fem radial från Las Palmas VOR. [KLM eight seven * zero five uh you are cleared to the Papa Beacon, climb to and maintain flight level nine zero ... right turn after take-off, proceed with heading zero four zero until intercepting the three two five radial from Las Palmas VOR.] ("VOR" betydande "VHF Omnidirectional Radio Range", ett navigationssystem för flygplan)
1706:07.4
 KLM kapten: Jaa. [Jaa.]
 () KLM andrepilot: Ah uppfattat, sir, vi har klartecken för Papa beacon flygnivå nio-noll, högersväng ut mot noll-fyra-noll tills vi tar in tre-två-fem, och vi är nu vid take-off. [Ah roger, sir, we're cleared to the Papa Beacon flight level nine zero, right turn out zero four zero until intercepting the three two five and we're now at take-off.]
1706:11.08: [Bromsarna på KLM 4805 släpps]
1706:12.3
 KLM kapten: Vi åker... kontrollera dragkraften. [We gaan... stuwkracht controleeren.]
1706:14.00: [Ljud av motorer som börjar att varva upp]
1706:18.2
 () KT: Okej..... [Okey.....]

(Varför kontrolltornet svarade "Okej" efter att KLM meddelat att de var "i take-off" är okänt. Kanske, noterade den senare haveriutredningen, trodde flygledaren i tornet att KLM:s andrepilot menade att "vi är nu i startposition." Men missförståndet förvärras ögonblicken omedelbart efter då kontrolltornet och Pan Am:s andrepilot talar över radion samtidigt. Detta orsakade ett gällt ljud i KLM:s cockpit som varade i nästan fyra sekunder och gjorde efterföljande tre meddelanden svåra/omöjliga att höra i dess cockpit)
1706:19.3
 PA kapten: Nej... eh. [No... uh]
1706:20.1 
 () KT: .....invänta takeoff ... Jag kommer att anropa er. [.....stand by for takeoff ... I will call you.] (Fortsättning på tornets meddelande till KLM-planet som inleddes med "Okej...")
1706:20.3
 PA andrepilot: Och vi är fortfarande på startbanan, Clipper ett sju tre sex. [And we're still on the runway, Clipper one seven three six.]

(Hörbarheten blir därefter åter normal i KLM-planet varför de tre följande meddelandena mellan Pan Am och tornet kan uppfattas i dess cockpit. Detta får till sist KLM:s flygtekniker att – när KLM-planet har börjat rulla nerför banan – ifrågasätta kapten van Zantens påbörjade start.)
1706:25.5
 () KT: Ah, Papa Alfa ett sju tre sex, rapportera landningsbana klar. [Ah, Papa Alpha one seven three six, report runway clear.]
1706:25.6
 PA andrepilot: Okej, vi kommer rapportera när vi är klara. [Okay, we'll report when we're clear.] 
1706:31.7
 () KT: Tack. [Thank you.] 
1706:32.4

(Härefter upphör all kommunikation mellan tornet och planen. Följande är endast samtal mellan besättningen på respektive plan. De båda planen hör inte heller varandra)
 KLM flygtekniker: Är han inte av då? [Is hij er niet af dan?]
1706:34.1
 KLM kapten: Vad säger du? [Wat zeg je?] (Kapten van Zanten är nu fullt fokuserad på startbanan som är höljd i dimmoln och utan fungerande mittlinjeljus)
1706:34.2
 KLM ?: Japp. [Yup.]
1706:34.7
 KLM flygtekniker: Är han inte av, den där Pan Americanen? [Is hij er niet af, die Pan American?]
1706:35.7
 KLM kapten: Jo då....  [Jawel....] (Sagt med stark betoning)
1706:32.1
 PA kapten: Nu drar vi fan härifrån. [Let's get the hell out of here.]
1706:34.9
 PA andrepilot: Ja, han är otålig, eller hur? [Yeah, he's anxious isn't he?]
1706:36.2
 PA flygtekniker: Ja, efter att han hållit oss kvar här i en och en halvtimme... [Yeh, after he held us up for an hour and a half...]
 PA andrepilot: Ja.. [Yeh..]
 PA flygtekniker: ...NU har han bråttom. [...NOW he's in a rush.] (Syftande på att KLM-planet tidigare under eftermiddagen tankat bränsle en lång stund och därmed försenat också Pan Am:s vidare resa)
1706:40.5: [Pan Am:s kapten ser KLM:s strålkastare ungefär 700 m bort]
1706:40.6
 PA kapten: Där är han....(inser först inte att KLM är i rörelse).....kolla på honom.....! Gud förbannat, den där.....den där jäveln kommer hitåt! [There he is.... .....look at him.....! Goddamn, that.....that son of a bitch is coming!]
1706:43.5
 KLM andrepilot: V-1. (Term för farten då ett flygplan inte längre har plats för att stanna om take-off skulle avbrytas)
1706:44.0: [Kapten van Zanten initierar rotation av KLM-planet (sätter tryck på bakre delen av planet med hjälp av roder för att lyfta nosen) då han ser det andra flygplanet]
1706:45.9
 PA andrepilot: Kör av! Kör av! Kör av! [Get off! Get off! Get off!]
1706:47.4
 KLM kapten: Åh gud förbannat! [Oh god verdomme!]
1706:49.6
 KLM flera: [Skrik]
1706:50 
N736PA (Pan Am 1736): [Kollisionen hörs på den svarta lådan]

## Minnesmärken
Ett holländskt nationellt minnesmärke och sista viloplats för offren från KLM-planet ligger i Amsterdam, på Westgaarde-kyrkogården. Det finns också ett minnesmärke vid Westminster Memorial Park and Mortuary i Westminster, Kalifornien.
1977 tillägnades ett kors i Rancho Bernardo (San Diego, Kalifornien) till de nitton invånare i området som varit passagerare på Pan Am-planet och omkommit i olyckan.
År 2007, på 30-årsdagen för olyckan, blev första gången som holländska och amerikanska anhöriga och biståndshjälpare från Teneriffa deltog i en internationell minnesgudstjänst; hållen på Auditorio de Tenerife i Santa Cruz. Samma dag invigdes också minnesmärket International Tenerife Memorial March 27, 1977 vid Mesa Mota. Monumentet designades av den holländska skulptören Rudi van de Wint.

## Dokumentärt
Flygolyckan på Teneriffa har skildrats i många TV-program och dokumentärer. Förutom en mängd kortare redogörelser och en del längre dokumentära klipp som går att hitta på Youtube har en rad dokumentärer gjorts för att belysa olyckan. Bland annat görs detta i avsnittet "Blaming the Pilot" från serien Survival in the Sky och i en episod från Seconds From Disaster-serien kallat "Collision on the Runway". Ett avsnitt ur PBS:s NOVA:s benämnt "The Deadliest Plane Crash" från 2006 och PBS-specialen Surviving Disaster: How the Brain Works Under Extreme Duress (baserad på Amanda Ripleys bok The Unthinkable: Who Survives When Disaster Strikes - and Why) från 2011 redogör också för den tragiska händelsen.
Discovery Channels Destroyed in Seconds och ett avsnitt av den kanadensiska TV-serien Haverikommissionen ("Katastrof på Teneriffa") behandlar också flygolyckan, liksom det tidigare mer djupgående 90-minutersprogrammet "Crash of the Century". Bilder från olyckan inkluderades även i filmen Days of Fury från 1979.

### Webbkällor
- Haveriutredning, rapporter och kommentarer
  - (engelska) "KLM, B-747, PH-BUF and Pan Am, B-747, N736, collision at Tenerife Airport, Spain, on 27 March 1977." (Archive) - Subsecretaría de Aviación Civil, Spain. Distributed by ICAO circular - Med kommentarer från Netherlands Aviation Safety Board
  - (spanska) "A-102/1977 y A-103/1977 Accidente Ocurrido el 27 de Marzo de 1977 a las Aeronaves Boeing 747, Matrícula PH-BUF de K.L.M. y Aeronave Boeing 747, matrícula N736PA de PANAM en el Aeropuerto de los Rodeos, Tenerife (Islas Canarias)." - Av Civil Aviation Accident and Incident Investigation Commission
  - (engelska) Kommentarer från Netherlands Aviation Safety Board (Archive)
- (engelska) Slutlig rapport och kommentarer från Netherlands Aviation Safety Board
- (engelska) Utförlig beskrivning av händelseförloppet och slutsatser